# Brassolis granadensis
Brassolis granadensis är en fjärilsart som beskrevs av Hans Ferdinand Emil Julius Stichel 1902. Brassolis granadensis ingår i släktet Brassolis och familjen praktfjärilar. Inga underarter finns listade i Catalogue of Life.